# 난디바르다나 (나야족)
난디바르다나는 이크슈바쿠 왕조 출신의 크샤트리야 통치자로, 바이샬리(오늘날 비하르주 바사르) 외곽 쿤다그라마에 있는 나야족의 지도자였다. 그는 자이나교의 제24대 티르탕카라인 마하비라의 형이었다. 그의 아버지는 싯다르타였다.